# 康科德 (北卡羅來納州)
康科德（英語：Concord）是美國北卡羅來納州卡貝勒斯郡的一個城市。據2010年美國人口普查，康科德有人口79,066人。2013年，康科德估計有人口83,506人。康科德是卡貝勒斯郡的郡治和最大城市。